# 小港駅
小港駅 (こみなとえき)は台湾高雄市小港区にある高雄捷運紅線の駅である。高雄捷運駅構内の日本語放送では、当駅を訓読みの「こみなと」と案内する。

## 駅構造
- 島式ホーム1面2線の地下駅。出口は4番まである。

のりば
| 1 | ■高雄捷運紅線 | 岡山駅行 |
| 2 | ■高雄捷運紅線 | 岡山駅行 |

### 駅階層
| 地面    | 出入口                       | 出入口                                            |
| 地下1階 | コンコース階                 | コンコース、案内所、自動券売機、自動改札口        |
| 地下1階 | コンコース階                 | トイレ（駅西南側で改札口の外、出口4近く）         |
| 地下2階 | 1番ホーム                    | ■紅線 高雄国際機場・岡山駅方面（高雄国際機場駅）→ |
| 地下2階 | 島式ホーム、左側のドアが開く |                                                   |
| 地下2階 | 2番ホーム                    | ■紅線 高雄国際機場・南岡山方面（高雄国際機場駅）→ |

### 出入口
出口1、4位葉駅の西側、出口2、3は駅の東側、出口4にはバリアフリーのエレベーターがある。
- 出口1：立群路(西)、二苓国小(南)
- 出口2：立群路(東)、紹興街、小港高中
- 出口3：漢民路(東)、学府路、中山国中  タクシー乗り場
- 出口4：漢民路(西)、二苓国小(北) 有料二輪駐車場、捷運接続バスのりば、タクシー乗り場、郊外バス（公路客運）のりば

## 利用状況
| 年   | 年間      | 年間      | 年間      | 年間     | 1日平均 | 1日平均 |
| 年   | 乗車      | 下車      | 乗下車計  | 出典     | 乗車    | 乗下車  |
| ---- | --------- | --------- | --------- | -------- | ------- | ------- |
| 2008 | 1,415,401 | 1,383,600 | 2,799,001 | [ 注 1 ] | 5,262   | 10,405  |
| 2009 | 1,737,965 | 1,724,561 | 3,462,526 | [ * 2 ]  | 4,762   | 9,486   |
| 2010 | 1,921,054 | 1,921,643 | 3,842,697 | [ * 3 ]  | 5,263   | 10,528  |
| 2011 | 2,069,422 | 2,076,812 | 4,146,234 | [ * 4 ]  | 5,670   | 11,360  |
| 2012 | 2,385,090 | 2,387,417 | 4,772,507 | [ * 4 ]  | 6,517   | 13,040  |
| 2013 | 2,568,773 | 2,554,549 | 5,123,322 | [ * 4 ]  | 7,038   | 14,036  |
| 2014 | 2,646,041 | 2,628,993 | 5,275,034 | [ * 4 ]  | 7,249   | 14,452  |
| 2015 | 2,549,200 | 2,543,004 | 5,092,204 | [ * 4 ]  | 6,984   | 13,951  |
| 2016 | 2,569,296 | 2,566,209 | 5,135,505 | [ * 4 ]  | 7,020   | 14,031  |
| 2017 | 2,573,802 | 2,573,470 | 5,147,272 | [ * 4 ]  | 7,052   | 14,102  |
| 2018 | 2,596,873 | 2,588,905 | 5,185,778 | [ * 4 ]  | 7,115   | 14,208  |
| 2019 | 2,560,690 | 2,569,937 | 5,130,627 | [ * 4 ]  | 7,016   | 14,057  |
| 2020 | 2,144,351 | 2,151,841 | 4,296,192 | [ * 4 ]  | 5,859   | 11,738  |

- 統計に関する出典

註釈
1. ↑  3月8日開業後の運営日数は296日だが、統計は有料化開始の4月7日以降269日で算出している[* 1] ）

出典
1. ↑  （繁体字中国語）高雄捷運公司 (2009年1月10日). “高雄都會區大眾捷運系統各站旅運量統計表”.   高雄市政府交通局. p. 頁10. 2019年5月5日閲覧。
2. ↑  （繁体字中国語）“高雄都會區大眾捷運系統各站旅運量統計表 中華民國98年”.   高雄市政府捷運工程局. p. 頁13 (2009年1月10日). 2019年10月27日閲覧。
3. ↑  （繁体字中国語）“高雄都會區大眾捷運系統各站旅運量統計表 中華民國99年”.   高雄市政府捷運工程局. p. 頁13. 2019年10月27日閲覧。
4. ↑  （繁体字中国語）“高雄都會區大眾捷運系統各站旅運量-年 依 年, 捷運站別 與 入出站”.   高雄市政府交通局 (2021年3月12日). 2021年3月12日閲覧。 高雄市統計資訊服務網

## 歴史
- 2008年3月9日 - 開業[2]。

## 隣の駅
高雄捷運
■紅線
高雄国際機場駅 - 小港駅